# Riserva naturale nazionale di Sept-Îles
La Riserva naturale nazionale di Sept-Îles è una riserva naturale nazionale sparsa sulle isole dell'arcipelago delle Sept-Îles nel dipartimento Côtes-d'Armor in Bretagna e gestita dalla Ligue pour la Protection des Oiseaux (LPO).

## Storia

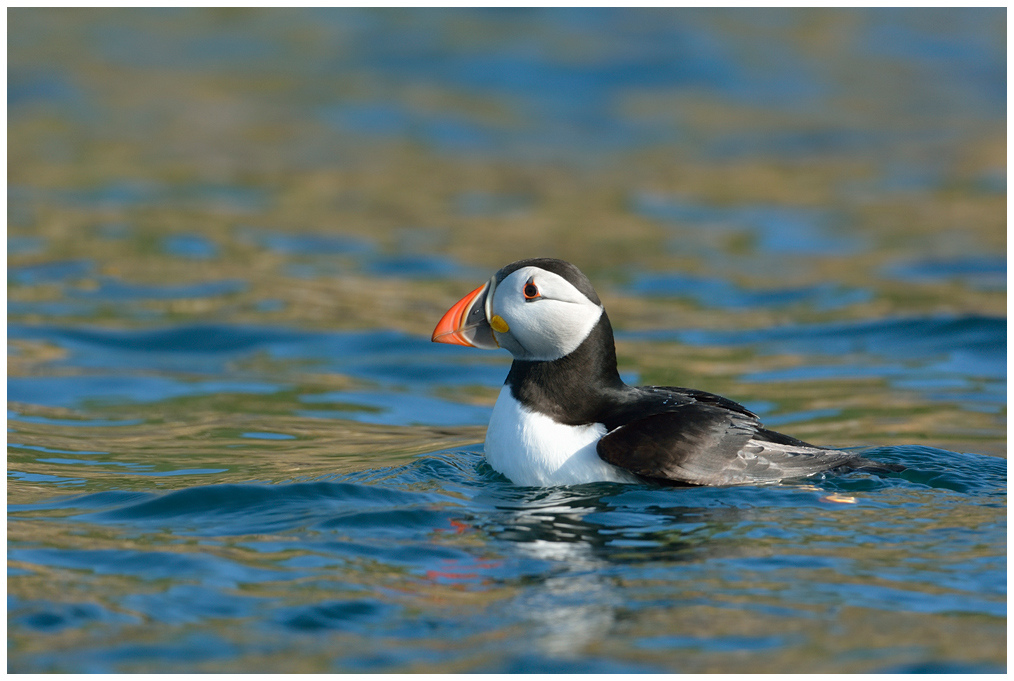
Esemplare di pulcinella di mare fotografato nel 2013 nella Riserva naturale nazionale di Sept-Îles.

Nel 1910 la Compagnie des chemins de fer de l'Ouest iniziò ad organizzare delle battute di caccia della pulcinella di mare sulle isole dell'arcipelago delle Sept-Îles, provocando nell'arco di due anni una drastica riduzione degli esemplari censiti da circa 20 000 a 2 000. Dopo due anni nell'area fu istituito un divieto di caccia e fu istituita una riserva naturale privata, riclassificata nel 1976 come riserva naturale nazionale.
Nel 2022 un'epidemia di influenza aviaria ha decimato la colonia di sule dell'isola di Rouzic.

## Fauna

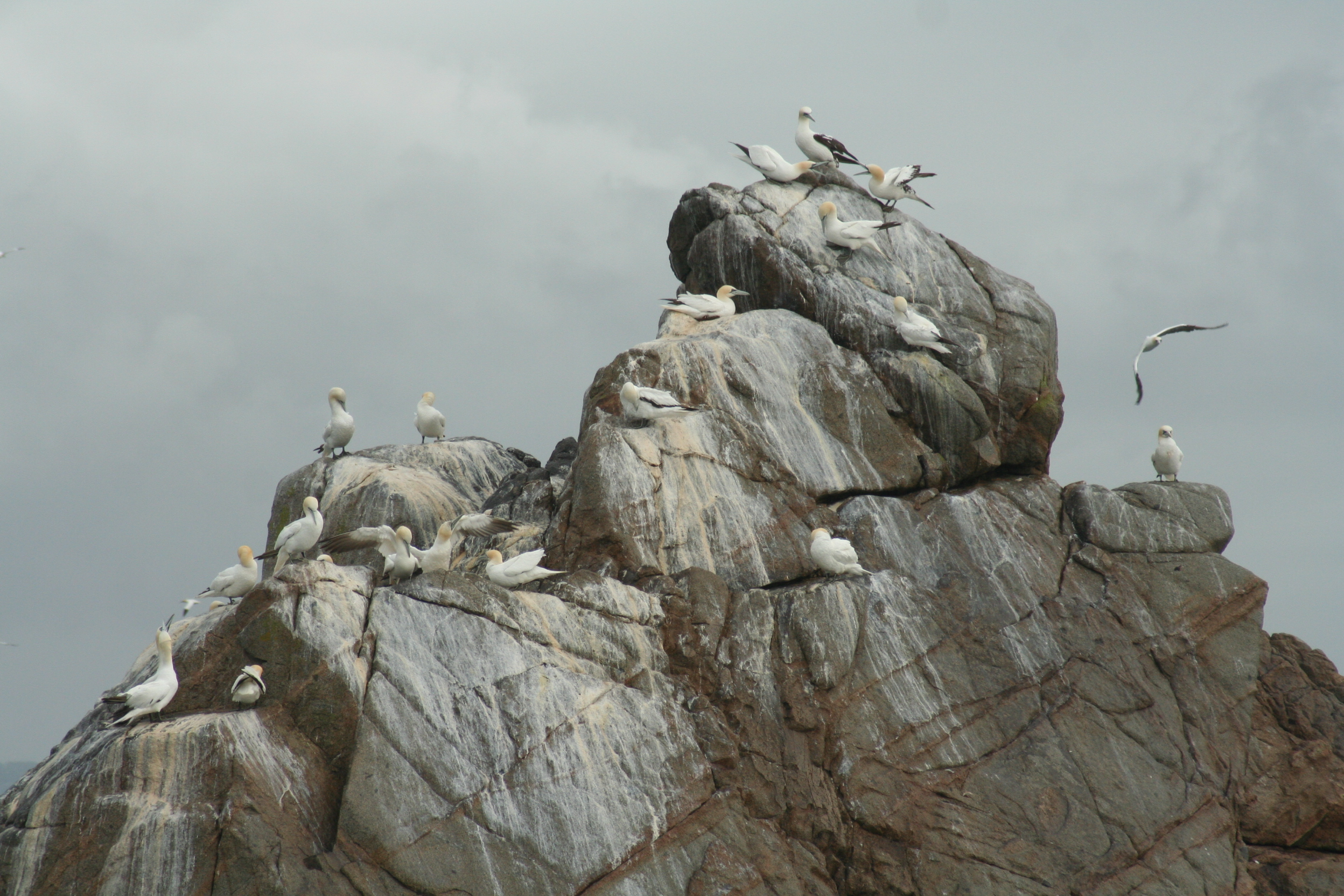
Colonia di sule bassane nella Riserva naturale nazionale di Sept-Îles.

La fauna di maggiore interesse è composta prevalentemente da uccelli tra cui le specie più numerose sono: il gabbiano reale nordico, il tridattilo e lo zafferano, il fulmaro, il marangone dal ciuffo, l'uria comune, la pulcinella di mare, la sula bassana, la sterna comune, la berta minore atlantica, la gazza marina e la beccaccia di mare.
Vi è inoltre una colonia di circa 30 foche grigie.